# Matilde Lundorf Skovsen
Matilde Lundorf Skovsen, ou Matilde Lundorf, née le 19 janvier 1999 à Nottingham, est une footballeuse internationale danoise évoluant en tant que défenseure à la Juventus.

## Biographie

### En club

#### VSK Aarhus (2016-2019)
En 2015-2016, elle joue dans l'équipe de jeunes du Paris Saint-Germain. Lundorf retourne ensuite au Danemark, où elle joue pour le VSK Aarhus en division d'élite de 2016 à l'été 2019.

#### Brighton & Hove Albion (2019-2020)
En juillet 2019, elle signe avec le club anglais de Brighton & Hove Albion, qui évolue en FA Women's Super League, le plus haut niveau féminin anglais. Cette dernière ne restera que seulement un an à Brighton.

#### Juventus (depuis 2020)
Lors de l'été 2020, elle rejoint l'Italie pour la Juventus, en Serie A féminine.

### En équipe nationale
Lundorf joue également 25 fois pour l'équipe nationale des moins de 19 ans, ainsi que 12 sélections pour l'équipe nationale des moins de 17 ans. Elle participe également au championnat européen de football féminin des moins de 19 ans de 2018 en Suisse. Elle fait ses débuts en novembre 2018, avec l'équipe nationale des moins de 23 ans, où elle entre à la 58e minute en remplacement d'Emilie Henriksen.
En 2022, elle intègre pour la première fois, l'équipe du Danemark.

## Palmarès
Juventus :
- Championne d'Italie : 2020-2021, 2021-2022
- Coupe d'Italie : 2021-2022
- Supercoupe d'Italie : 2020, 2021